# Адем Ляїч
Адем Ляїч (серб. Адем Љајић/Adem Ljajić, нар. 29 вересня 1991, Новий Пазар) — сербський футболіст, півзахисник, нападник турецького клубу «Фатіх Карагюмрюк».

## Клубна кар'єра
Народився 29 вересня 1991 року в місті Новий Пазар. Вихованець футбольної школи клубу «Партизан». Дорослу футбольну кар'єру розпочав 2008 року в основній команді того ж клубу, в якій провів два сезони, взявши участь у 38 матчах чемпіонату.
У тому ж році Ляїч привернув до себе увагу багатьох європейських клубів після того, як блискуче провів за збірну Сербії кілька матчів у відбірковому циклі молодіжного чемпіонату Європи. У жовтні 2008 року стало відомо, що молодим талантом серйозно цікавиться «Манчестер Юнайтед», скаутом якого працював колишній гравець «Партизана» Будимир Вуячич. 2 січня 2009 року було офіційно оголошено, що «Юнайтед» завершив підписання Ляїча (а також ще одного гравця «Партизана» — Зорана Тошича), проте через заборону ФІФА на міжнародні трансфери неповнолітніх футболістів Ляич залишився в «Партизані» до січня 2010 року. 3 грудня 2009 року було оголошено, що операція з переходу Ляїча скасовується, і гравець залишається в «Партизані», оскільки, на думку тренерського штабу МЮ, вихованці команди володіють великими перспективами зростання, і Ляїч більше не потрібен клубу.
Своєю грою за цю команду привернув увагу представників тренерського штабу клубу «Фіорентіна», до складу якого приєднався 2010 року. Відіграв за «фіалок» наступні три сезони своєї ігрової кар'єри. Більшість часу, проведеного у складі «Фіорентини», був основним гравцем команди. Гравцем у 2012 році активно зацікавилось київське «Динамо», яке вже намагалось придбати сербського футболіста, однак той надав перевагу «Фіорентині».
До складу клубу «Рома» приєднався 2013 року, а сума його придбання складала 10 млн. €. Відіграв за «вовків» два повні сезони, протягом яких був здебільшого гравцем основного складу команди.
На початку сезону 2015/16 був відданий у річну оренду до «Інтернаціонале». Провів за міланську команду 28 матчів в усіх змаганнях, забивши 4 голи, проте не зумів зацікавити керівництво «Інтера» скористатися опцією викупу його контракту в «Роми».
Натомість зацікалвеність у придбанні Ляїча висловив інший клуб, «Торіно», до лав якого серб приєднався влітку 2016 року за 8,5 мільйонів євро.

## Виступи за збірні
2007 року дебютував у складі юнацької збірної Сербії, взяв участь у 22 іграх на юнацькому рівні, відзначившись 7 забитими голами.
Протягом 2008–2011 років залучався до складу молодіжної збірної Сербії. На молодіжному рівні зіграв у 10 офіційних матчах, забив 1 гол.
2010 року дебютував в офіційних матчах у складі національної збірної Сербії.
2018 року поїхав у складі національної команди на тогорічний чемпіонат світу до Росії, де дебютував у першій же грі групового етапу, вийшовши у стартовому складі і провівши на полі 70 хвилин матчу проти Коста-Рики, після чого був замінений на Филипа Костича.
| Дата       | Місто         | Господарі         | Результат | Гості             | Турнір                               | Голи | Примітки  |
| ---------- | ------------- | ----------------- | --------- | ----------------- | ------------------------------------ | ---- | --------- |
| 17-11-2010 | Софія         | Болгарія          | 0 – 1     | Сербія            | товариський матч                     | -    | 85'       |
| 9-2-2011   | Ізраїль       | Ізраїль           | 0 – 2     | Сербія            | товариський матч                     | -    |           |
| 7-6-2011   | Сідней        | Австралія         | 0 – 0     | Сербія            | товариський матч                     | -    | 65'       |
| 25-3-2011  | Белград       | Сербія            | 2 – 1     | Північна Ірландія | Відбір до ЧЄ 2012                    | -    | 45'       |
| 2-9-2011   | Дублін        | Північна Ірландія | 0 – 1     | Сербія            | Відбір до ЧЄ 2012                    | -    | 78'       |
| 12-11-2011 | Мексика       | Мексика           | 2 – 0     | Сербія            | товариський матч                     | -    | 68'       |
| 26-5-2012  | Мадрид        | Іспанія           | 2 – 0     | Сербія            | товариський матч                     | -    | 75'       |
| 5-3-2014   | Дублін        | Ірландія          | 1 – 2     | Сербія            | товариський матч                     | -    | 81'       |
| 7-9-2014   | Белград       | Сербія            | 1 – 1     | Франція           | товариський матч                     | -    | 86'       |
| 29-3-2015  | Лісабон       | Португалія        | 2 – 1     | Сербія            | Відбір до ЧЄ 2016                    | -    | 41' - 85' |
| 7-6-2015   | Санкт-Пельтен | Сербія            | 4 – 1     | Азербайджан       | товариський матч                     | 1    | 56'       |
| 13-6-2015  | Копенгаген    | Данія             | 2 – 0     | Сербія            | Відбір до ЧЄ 2016                    | -    | 81'       |
| 4-9-2015   | Новий Сад     | Сербія            | 2 – 0     | Вірменія          | Відбір до ЧЄ 2016                    | 1    | 73'       |
| 7-9-2015   | Бордо         | Франція           | 2 – 1     | Сербія            | товариський матч                     | -    | 56'       |
| 8-10-2015  | Ельбасан      | Албанія           | 0 – 2     | Сербія            | Відбір до ЧЄ 2016                    | 1    |           |
| 11-10-2015 | Белград       | Сербія            | 1 – 2     | Португалія        | Відбір до ЧЄ 2016                    | -    |           |
| 13-11-2015 | Острава       | Чехія             | 4 – 1     | Сербія            | товариський матч                     | -    |           |
| 23-3-2016  | Познань       | Польща            | 1 – 0     | Сербія            | товариський матч                     | -    |           |
| 29-3-2016  | Таллінн       | Естонія           | 0 – 1     | Сербія            | товариський матч                     | -    |           |
| 25-5-2016  | Ужице         | Сербія            | 2 – 1     | Кіпр              | товариський матч                     | -    | 46'       |
| 2-9-2017   | Белград       | Сербія            | 3 – 0     | Молдова           | Відбір до ЧС 2018                    | -    | 66'       |
| 6-10-2017  | Відень        | Австрія           | 3 – 2     | Сербія            | Відбір до ЧС 2018                    | -    | 69'       |
| 9-10-2017  | Белград       | Сербія            | 1 – 0     | Грузія            | Відбір до ЧС 2018                    | -    | 61'       |
| 10-11-2017 | Гуанчжоу      | КНР               | 0 – 2     | Сербія            | товариський матч                     | 1    | 83'       |
| 14-11-2017 | Ульсан        | Південна Корея    | 1 – 1     | Сербія            | товариський матч                     | 1    |           |
| 23-3-2018  | Турин         | Сербія            | 1 – 2     | Марокко           | товариський матч                     | -    | 82'       |
| 27-3-2018  | Лондон        | Нігерія           | 0 – 2     | Сербія            | товариський матч                     | -    | 80'       |
| 4-6-2018   | Грац          | Сербія            | 0 – 1     | Чилі              | товариський матч                     | -    | 46'       |
| 9-6-2018   | Грац          | Сербія            | 5 – 1     | Болівія           | товариський матч                     | 1    |           |
| 17-6-2018  | Самара        | Коста-Рика        | 0 – 1     | Сербія            | ЧС 2018 - 1-й етап                   | -    | 70'       |
| 22-6-2018  | Калінінград   | Сербія            | 1 – 2     | Швейцарія         | ЧС 2018 - 1-й етап                   | -    | 64'       |
| 27-6-2018  | Москва        | Сербія            | 0 – 2     | Бразилія          | ЧС 2018 - 1-й етап                   | -    | 33' - 75' |
| 10-9-2018  | Белград       | Сербія            | 2 – 2     | Румунія           | Ліга націй УЄФА 2018-2019 - 1-й етап | -    | 77'       |
| 17-11-2018 | Белград       | Сербія            | 2 – 1     | Чорногорія        | Ліга націй УЄФА 2018-2019 - 1-й етап | 1    | 90'       |
| 20-11-2018 | Белград       | Сербія            | 4 – 1     | Литва             | Ліга націй УЄФА 2018-2019 - 1-й етап | 1    | 82'       |
| Усього     |               | Матчів            | 35        |                   | Голів                                | 8    |           |

## Титули і досягнення
- Чемпіон Туреччини (1):

«Бешикташ»: 2020-21
- Володар Кубка Туреччини (1):

«Бешикташ»: 2020-21